# 北オセチア共和国の行政区画
北オセチア共和国の行政区画（きたオセチアきょうわこくのぎょうせいくかく）では、ロシア連邦の北オセチア共和国（北オセチア・アラニヤ共和国）の行政区画について記述する。

## 行政区画

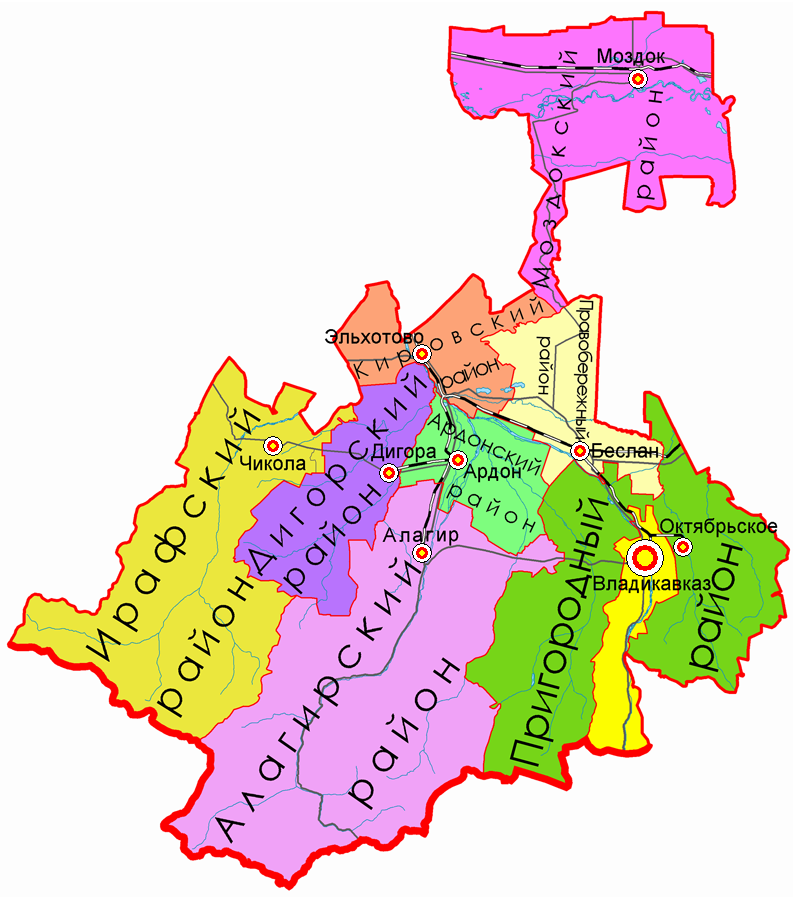
北オセチア共和国の行政区画

北オセチア共和国は1つの都市管区、8の地区から構成される。
- 都市管区
  - ウラジカフカス都市管区 (Владикавказ) (首都)
- 地区(ラヨン)
  - アラギル地区 (Алагирский)
  - アルドン地区 (Ардонский)
    - アルドン

  - ジゴラ地区 (Дигорский)
  - イラフ地区 (Ирафский)
  - キーロフ地区 (Кировский)
  - モズドク地区 (Моздокский)
    - モズドク

  - プラヴォベレグ地区 (Правобережный)
    - ベスラン

  - プリゴロド地区 (Пригородный)